# علی جعفری پویان
علی جعفری پویان (زادهٔ ۱۴ اسفند ۱۳۵۷) نوازنده و مدرس ویلن اهل ایران است.

## زندگی
علی جعفری پویان ۱۴ اسفند ۱۳۵۷ در تهران متولد شد. او در سال ۱۳۶۹ وارد هنرستان موسیقی شد و فراگیری ویلن را با تشویق و نظر پدر و برادرش ایمان جعفری پویان آغاز نمود. وی نوازندگی ویلن را نزد هنرمندانی همچون ابراهیم لطفی، داوود فلاحتی، حسن ریاحی، حسین فخیمی و بهروز وحیدی آذر آموخت و مبانی نظری موسیقی را از استادان: محسن الهامیان، شریف لطفی، فرهاد فخرالدینی، مصطفی کمال پورتراب و محمدرضا اخوان فراگرفت. او فارغ‌التحصیل کارشناسی موسیقی از دانشگاه آزاد اسلامی و کارشناسی ارشد نوازندگی ویلن از دانشگاه هنر است.

## فعالیت‌های هنری
بیشترین فعالیت‌های هنری علی جعفری پویان به شرح زیر است:
عضویت در ارکستر سمفونیک صدا و سیما، عضویت در ارکستر ملی ایران، عضویت در ارکستر زهی نیاوران، عضویت در ارکستر سمفونیک تهران، عضویت در ارکستر مجلسی تهران به سرپرستی ارسلان کامکار، عضویت در ارکستر سمفونیک جوانان جهان (یونیسف - ۲۰۰۲)، عضویت در ارکستر زهی تهران، عضویت در ارکستر فیلارمونیک تهران، عضویت در ارکستر زهی پارسیان، تدریس در هنرستان‌های موسیقی دختران و پسران (۱۳۸۱ تا ۱۳۸۹)، تدریس در دانشکده موسیقی دانشگاه هنر، تدریس در دانشکده موسیقی دانشگاه آزاد اسلامی، تدریس در دانشکده صدا و سیما، نوازندگی در بسیاری از آثار منتشر شده موسیقی (فیلم، پاپ، ملی و کلاسیک) (از ۱۳۷۵ تا کنون)، انتشار آلبوم موسیقی رد انگشتان من (۱۳۹۲)، بنیان‌گذاری، طراحی و اجرای آیین سال نوای موسیقی ایران (از ۱۳۹۴)"، انتشار آلبوم موسیقی تا ابد ابری (۱۳۹۶)، عضو و کنسرت‌مایسترِ «ارکستر زهی آرکو» به رهبری ابراهیم لطفی (۱۳۹۷)، انتشار آلبوم موسیقی بوسه بر بال‌های پروانه (۱۳۹۸)، کنسرت «پل موسیقایی سنت پترزبورگ _ تهران» به همراه نوازندگانی از روسیه و ایران در سنت پترزبورگ روسیه (۱۴۰۳)، کنسرت مایستر «ارکستر آوام» به رهبری سینا خیرآبادی (۱۴۰۳)

## جوایز
- برنده لوح تقدیر «باربد» از سی و دومین جشنواره موسیقی فجر به‌خاطر نوازندگی در آلبوم «سفر به خویشتن» (۱۳۹۵)[۹][۱۰]
- برنده تندیس «جشنواره موسیقی ما» (۱۳۹۳)[۱۱]
- مدال برنز «جایزهٔ جهانی گلوبال» برای قطعهٔ «یکِ شیش»، (برداشتی آزاد از قطعهٔ نی‌نوا اثر حسین علیزاده) با آهنگ‌سازی بهنود یخچالی و ایده‌پردازی و نوازندگی علی جعفری پویان[۱۲]

## آثار
علی جعفری پویان در اجرای بسیاری از قطعات موسیقی در سبک‌های مختلف حضور داشته است که از آن میان به موارد زیر می‌توان اشاره نمود:

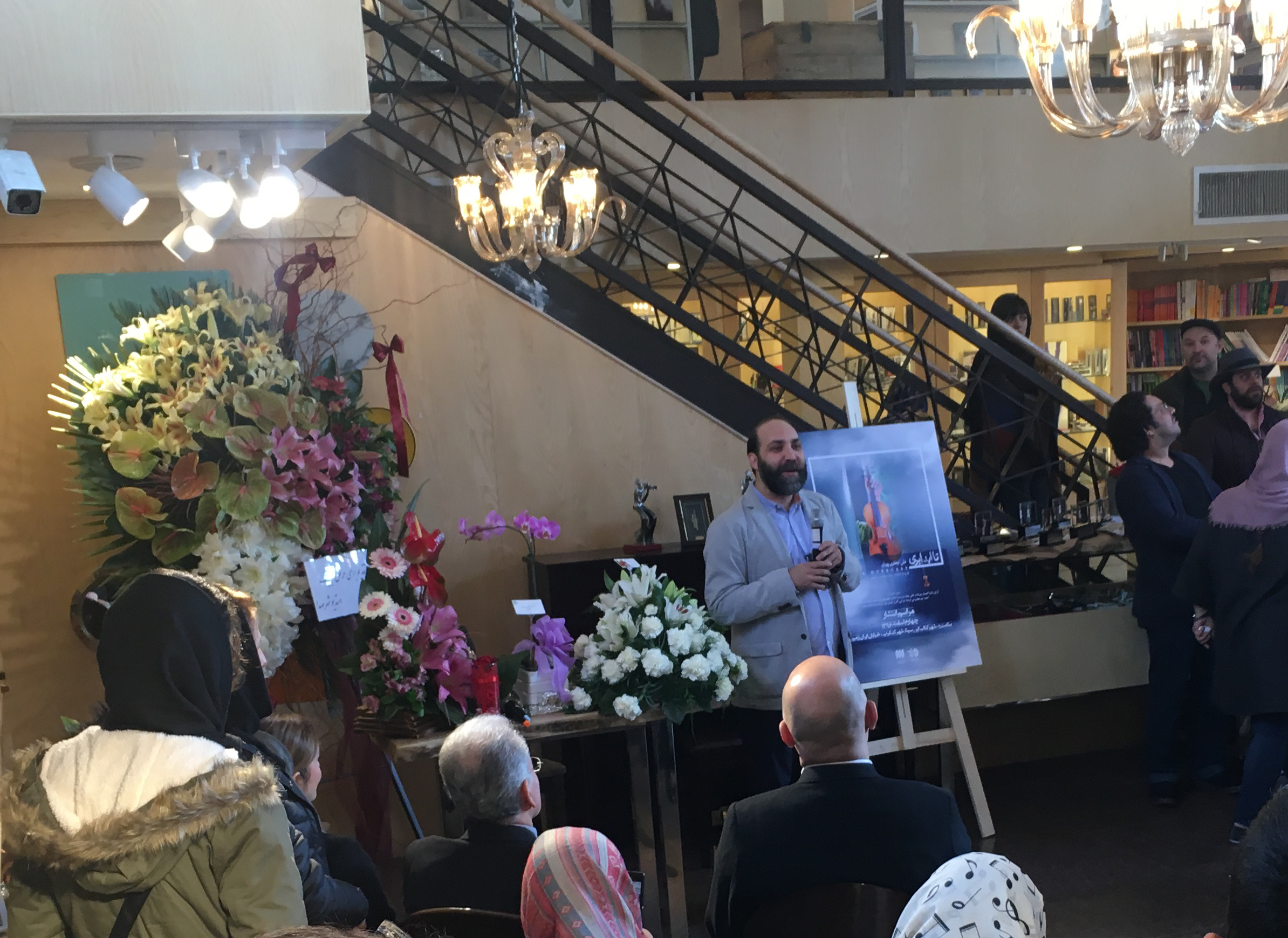
علی جعفری پویان. مراسم رونمایی از آلبوم موسیقی «تا ابد ابری» شهر کتاب ابن سینا تهران ۴ اسفند ۱۳۹۶

### آلبوم موسیقی
- آه باران، با خوانندگی محمدرضا شجریان
- شب جدایی، با تنظیم مزدا انصاری و خوانندگی همایون شجریان
- عاشق می‌شویم، با آهنگسازی پیمان سلطانی و خوانندگی سالار عقیلی
- دخت پری وار، با آهنگسازی مهیار علیزاده و خوانندگی علیرضا قربانی
- با ستاره‌ها، با آهنگسازی محمدجواد ضرابیان و خوانندگی همایون شجریان
- دیورتیمنتو، با آهنگسازی احمد پژمان[۱۴]
- مسافری از هند، با آهنگسازی محمدمهدی گورنگی
- عبور، با آهنگسازی علی قمصری و خوانندگی محمد معتمدی
- میفهممت، با آهنگسازی بابک زرین و خوانندگی محمدرضا فروتن
- یادی به رنگ امروز، با آهنگسازی پویان رمضانی، اجرای گروه زند و خوانندگی علی زند وکیلی
- بازنده، با آهنگسازی محمدمهدی گورنگی
- حاجیلیتو، با خوانندگی امید حاجیلی
- جرس، با خوانندگی سینا سرلک
- روی دیگر، با آهنگسازی کیوان هنرمند و خوانندگی بهرام رادان
- کِی می‌رسد باران؟، با آهنگسازی کیوان ساکت و خوانندگی سینا سرلک
- حقیقتی شبیه خیال، با آهنگسازی محمدمهدی گورنگی
- تو محکومی به برگشتن، با آهنگسازی فرزاد فتاحی و خوانندگی خشایار اعتمادی
- گمگشته، با خوانندگی مجید اخشابی
- هوای حوا، با خوانندگی ناصر عبداللهی
- نگاه من، با خوانندگی محسن یگانه
- همیشگی، با خوانندگی مسعود امامی
- آبی، با خوانندگی گرشا رضایی
- دوئل، با آهنگسازی مجید انتظامی
- بوم، با آهنگسازی حمیدرضا دیبازر
- ملکه، با آهنگسازی حسین علیزاده
- آرایش غلیظ، با آهنگسازی سهراب پورناظری و خوانندگی همایون شجریان
- گریه بی بهانه، با خوانندگی حسام الدین سراج
- مرغ حق، با خوانندگی کاوه دیلمی
- نای و نی، با آهنگسازی پدرام درخشانی
- سایه دوست، با خوانندگی عبدالحسین مختاباد
- خاطرات مبهم، با خوانندگی رضا یزدانی
- عکس زمستونی تهران، با خوانندگی کامران تفتی
- بگو کجایی، با آهنگسازی مجید وفادار و خوانندگی محمد معتمدی
- کنسرت گفتگو، با آهنگسازی علی قمصری و خوانندگی حسین علیشاپور[۱۵]
- شب‌های خاکستری، با مهدی عباسی[۱۶]
- صدای مناظر مخدوش، با آهنگسازی مانی جعفرزاده[۱۷]
- نگاه من، با خوانندگی محسن یگانه[۱۸]
- لحظه‌های بی زمان، با آهنگسازی روزبه تابنده[۱۹]
- قصه نگفته، با خوانندگی حسین زمان[۲۰]
- به‌خاطر سنگ‌فرشی که مرا به‌تو می‌رساند، با آهنگسازی فردین خلعتبری[۲۱]
- کیف انگلیسی، با آهنگسازی فرهاد فخرالدینی[۲۲]
- برکت، با خوانندگی محمد اصفهانی[۲۳]
- حسرت، با خوانندگی محمد اصفهانی[۲۴]
- هوس، با خوانندگی مسعود خادم[۲۵]
- قصهٔ زندگی، با خوانندگی حسین خواجه امیری[۲۶]
- خاطرات زندگی، با خوانندگی حسین خواجه امیری[۲۷]
- چکامه‌های ایرانی، با آهنگسازی مزدا انصاری[۲۸]

### ایده‌پردازی و انتشار
- ایده‌پردازی، نوازندگی و انتشار قطعهٔ «مرد باران» براساس تم اصلی موسیقی فیلم قارچ سمی اثر ناصر چشم‌آذر به مناسبت روز ملی سینما ۱۳۹۷[۲۹]
- ایده‌پردازی، نوازندگی و انتشار قطعه « فریاد ایران» با آهنگسازی محمد سریر و تنظیم بهنود یخچالی به مناسبت حضور تیم ملی فوتبال ایران در جام جهانی ۲۰۱۸ روسیه ۱۳۹۷[۳۰][۳۱]
- ایده‌پردازی، نوازندگی و انتشار قطعهٔ «یکِ شیش»، برداشتی آزاد از قطعهٔ نی‌نوا اثر حسین علیزاده با آهنگ‌سازی بهنود یخچالی به مناسبت زادروز حسین علیزاده ۱۳۹۸[۳۲][۳۳]
- ایده‌پردازی، نوازندگی و انتشار قطعهٔ «شهان آسمانی» بر اساس قطعهٔ کجایید ای شهیدان خدایی اثر هوشنگ کامکار با آهنگ‌سازی بهنود یخچالی به مناسبت روز بزرگداشت مولانا ۱۳۹۸[۳۴][۳۵][۳۶]
- سولیست کنسرتو ویلن «هوشنگان» (برای ویلن و ارکستر زهی) به آهنگسازی هوشنگ کامکار ۱۳۹۹[۳۷]
- ایده‌پردازی، نوازندگی و انتشار قطعهٔ «شی وَن» بر اساس موسیقی سریال زخم کاری با آهنگسازی حبیب خزایی‌فر، به مناسبت روز ملی سینما ۱۴۰۲[۳۸]
- ایده‌پردازی، تهیه‌کنندگی، نوازندگی و انتشار قطعهٔ «با خون» به مناسبت هشتاد و پنجمین زادروز داریوش مهرجویی با آهنگسازی احسان بیرقدار، به مناسبت هشتاد و پنجمین زادروز داریوش مهرجویی[۳۹]